# Callistethus suratus
Callistethus suratus är en skalbaggsart som beskrevs av Hermann Burmeister 1844. Callistethus suratus ingår i släktet Callistethus och familjen Rutelidae. Inga underarter finns listade.